# Carta de la Paris
Carta de la Paris pentru o Nouă Europă, cunoscută și drept doar Carta de la Paris, a fost adoptată la o întâlnire a reprezentanților celor mai multe state europene, alături de cei ai Canadei, Statelor Unite ale Americii și Uniunii Republicilor Sovietice Socialiste, ce a avut loc la Paris, între 19-21 noiembrie 1990. Carta a fost bazată pe cele stabilite de Acordurile de la Helsinki, fiind amendată ulterior de Carta pentru Securitate Europeană.